# Silvio Proto
Silvio Proto (Charleroi, 23 mei 1983) is een Belgisch voormalig voetballer die dienstdeed als doelman. Hij speelde meer dan tien jaar voor RSC Anderlecht, van 2005 tot 2016, en voegde tijdens die periode zes Belgische landstitels, twee Belgische bekers en zes Belgische Supercups aan zijn palmares toe. In februari 2021 liet Proto bij SS Lazio zijn contract ontbinden en kondigde hij zijn afscheid aan. Hij debuteerde in 2004 in het Belgisch voetbalelftal.

## Carrière

### Jeugd
Silvio Proto groeide op in de buurt van Charleroi, maar heeft Italiaans bloed. Zijn grootvader verhuisde destijds van Sicilië naar België. Op 6-jarige leeftijd sloot Proto zich aan bij het bescheiden RACS Couillet. Daar werd hij midden jaren 90 ontdekt door Olympic Charleroi. Op 16-jarige leeftijd ruilde hij de club in voor La Louvière.

### La Louvière
In het seizoen 2000/01 werd Proto tweede doelman na Didier Xhardez. De Wolven wisten zich toen net in eerste klasse te houden. Een jaar later vertrok Xhardez naar RCS Visé en werd de Italiaanse Belg onder trainer Ariël Jacobs eerste keuze. La Louvière sloot het seizoen af in de middenmoot.
In het seizoen 2002/03 zakten de Henegouwers weer richting de degradatiezone, hoewel ze in de beker onder meer Standard Luik en KRC Genk uitschakelden. Proto speelde vier duels in de beker, maar belandde tijdens de finale wel op de bank. Jacobs gaf toen de voorkeur aan de meer ervaren Jan Van Steenberghe. La Louvière won de beker na een 3-1 zege tegen Sint-Truidense VV. Een jaar later maakte Proto wel zijn Europees debuut. In de UEFA Cup nam de bekerwinnaar het op tegen Benfica. De Portugezen haalden het door de terugwedstrijd met 1-0 te winnen, nadat de heenwedstrijd op 1-1 was geëindigd.
De twee volgende seizoenen deed La Louvière het in de competitie aanzienlijk beter. De Wolven eindigden twee jaar op rij in de top 10. Proto was inmiddels uitgegroeid tot een sterkhouder bij de eersteklasser. Na afloop van het seizoen 2004/05 werd Proto verkozen tot Keeper van het Jaar. In mei 2005 stond hij ook in de belangstelling van Chelsea FC, dat in hem de doublure van Petr Čech zag. Hij speelde voor La Louvière 128 wedstrijden.

### Debuut bij RSC Anderlecht
In 2005 hoopte manager Herman Van Holsbeeck de 22-jarige doelman over te nemen van La Louvière. Pietro Allatta, de omstreden Siciliaanse makelaar van Proto, stelde echter hoge eisen. Op een gegeven moment weigerde Anderlecht nog te onderhandelen met Allatta. Uiteindelijk tekende Proto op 19 juli een contract voor 5 seizoenen bij paars-wit, ondanks interesse van clubs als Paris Saint-Germain, Arsenal, FC Barcelona en Spartak Moskou. Anderlecht betaalde €1.100.000,- voor de keeper. Proto was bij RSC Anderlecht aanvankelijk de doublure van Daniel Zitka, maar na een blessure van de Tsjech werd Proto eerste doelman onder trainer Frank Vercauteren. In september 2005 maakte hij tegen Real Betis zijn debuut in de Champions League. RSC Anderlecht sloot het seizoen 2005/06 uiteindelijk af als kampioen.
In april 2006 liep Proto een zware kruisbandblessure aan de knie op, waardoor hij maanden aan de kant moest blijven. Pas op 12 mei 2007, op de voorlaatste speeldag van de competitie, maakte Proto zijn comeback: tegen FC Brussels viel hij in de 81e minuut in voor Zitka. Het seizoen daarop bleef Zitka echter in doel staan, Proto werd opnieuw tweede doelman en kwam nog amper aan spelen toe. In het seizoen 2007/08 kwam hij op zeven bekerduels na niet in actie. Hij veroverde dat seizoen wel de beker, waarin hij slechts één duel – de heenwedstrijd van de halve finale tegen Germinal Beerschot – vanwege een duimblessure. In de finale mocht hij als basisspeler starten van trainer Ariël Jacobs. Het werd uiteindelijk 3-2 tegen AA Gent. Voor Proto was dit zijn tweede bekeroverwinning.

#### Verhuur aan Germinal Beerschot
In 2008 leende RSC Anderlecht hem voor een jaar uit aan Germinal Beerschot. Proto werd er de opvolger van Kenny Steppe. Net wanneer Proto zich bij Germinal Beerschot in de kijker speelde, raakte Zitka bij zijn werkgever Anderlecht zwaar geblesseerd. Proto miste zo de kans om opnieuw eerste doelman te worden van de Brusselaars.
In september 2008 scoorde Proto het enige doelpunt in zijn spelerscarrière. Germinal Beerschot stond 1-2 achter tegen AA Gent. In de laatste minuut trok de doelman mee naar voor bij een hoekschop. Hij kopte de bal enig mooi binnen en sleepte zo een punt uit de brand. Het doelpunt werd op het gala van de Gouden Schoen uitgeroepen tot mooiste doelpunt. Proto speelde 30 wedstrijden voor GBA.

#### Titularis bij RSC Anderlecht
Na zijn uitleenbeurt keerde de keeper terug naar Anderlecht. Hij werd ondanks de aanwezigheid van doelmannen Zitka, Davy Schollen en oud-ploegmaat Michaël Cordier eerste doelman. In 2010 veroverde hij zijn derde landstitel. Proto was inmiddels een vaste waarde bij Anderlecht en liet zich ook steeds vaker in de kleedkamer gelden. Na verloop van tijd werd hij ook vice-aanvoerder. Proto, die regelmatig punten pakte voor RSC Anderlecht, werd in 2012 voor de vierde keer landskampioen. Na het seizoen werd hij ook voor de tweede keer verkozen tot Keeper van het Jaar.
Voor aanvang van het seizoen 2012/13 werd keeperstrainer Filip De Wilde aan de deur gezet. De gewezen doelman van Anderlecht had geen goede relatie met Proto. Een half jaar later werd Proto derde bij de verkiezing van de Gouden Schoen, het beste resultaat ooit voor een doelman van RSC Anderlecht. In mei 2013 werd Proto voor de derde keer verkozen tot Keeper van het Jaar. Proto werd met Anderlecht nog kampioen in het seizoen 2012/13 en seizoen 2013/14. Uiteindelijk speelde Proto 372 wedstrijden voor paars-wit.

### KV Oostende
Na elf jaar Anderlecht ging Proto zijn geluk beproeven bij het ambitieuze KV Oostende van voorzitter en geldschieter Marc Coucke. Proto was aangenaam verrast door de financiële mogelijkheden van de kustploeg. Hij had nog een contract voor één seizoen bij Anderlecht, maar mocht in onderling overleg met het bestuur vertrekken. Hij tekent er een contract voor 4 jaar. Proto is aangetrokken omwille van zijn ervaring en leiderschapscapaciteiten die het team van trainer Yves Vanderhaeghe (ex-Anderlecht) sterker moesten maken. Bij Oostende moet hij de concurrentie aangaan met doelmannen Didier Ovono en Wouter Biebauw. Proto begon het seizoen als titularis, maar liep in november 2016 een zware kruisbandblessure aan zijn knie op.
Op het einde van het seizoen werd Silvio Proto naar de B-kern verwezen. De club reageert daarmee op de “onprofessionele houding” van de doelman die op deze manier een transfer naar het Griekse Olympiakos probeerde af te dwingen. Proto kwam 29 keer in actie voor de kustploeg.

### Olympiakos Piraeus
Silvio Proto verlaat KV Oostende en werd op de laatste dag van de transferperiode verkocht aan de Griekse topclub Olympiakos, waar hij zijn ex-trainer Besnik Hasi terugziet. Dankzij makelaar Mogi Bayat kon Proto toch de Versluys Arena inruilen voor het Georgios Karaiskákisstadion. Hij tekent er een contract tot 2020. Met Olympiakos kan Proto terug Champions League spelen. Hij kan zijn ervaring doorgeven aan Stefanos Kapino (de tweede doelman), een groot Grieks talent. Hij komt er meerdere bekende gezichten uit de Jupiler Pro League tegen waaronder Björn Engels en oud-ploegmaats Vadis Odjidja en Guillaume Gillet. Uiteindelijk loopt het niet bij Olympiakos zoals gehoopt. In de groepsfase van de Champions League zijn ze pas vierde en in de beker worden ze vroegtijdig uitgeschakeld. In de competitie Is Olympiakos pas 3de na 7 opeenvolgende landstitels. Hasi betaalde eerder het gelag voor de slechte resultaten. Op het einde van het seizoen mochten alle "Belgen" vertrekken. Proto kan na een sterk seizoen transfervrij weg omdat Olympiakos af wou van een aantal zware contracten. Hij speelt uiteindelijk 30 wedstrijden voor de Griekse grootmacht.

### Lazio Roma
Omwille van zijn gezin overwoog Proto een terugkeer naar België, maar daar zijn de opties beperkt. Gezien zijn Italiaanse roots is het ook een droom om in de Serie A te voetballen. Op 4 juni 2018 heeft Proto zijn toptransfer beet. Bij Lazio wordt hij tweede doelman, na de Albanese keeper Thomas Strakosha. Hij tekent er een contract voor drie seizoenen. Bij Romeinse club speelt hij samen met ex-ploegmaat Jordan Lukaku en met Milinković-Savić, die hij kent uit de Belgische competitie. Op 20 september 2018 maakte Proto zijn officieel debuut voor Lazio. In de Europa League tegen Limasol wonnen de Romeinen met 2-1. Op 11 mei 2019, op de 36ste speeldag maakte hij tegen Cagliari zijn debuut in de Serie A. Lazio won met 1-2 na een wereldsave van Proto. Op de laatste speeldag tegen Torino stond hij ook in de basis. Op 15 mei verovert hij de Coppa Italia (Italiaanse bekerfinale) tegen Atalanta Bergamo. Het werd 2-0. Silvio Proto bleef bij Lazio op de bank. Lazio, achtste in de Serie A, mag door de finalewinst volgend jaar deelnemen aan de Europa League. Op 22 december 2019 wint Lazio de Supercoppa tegen Juventus in Saudi-Arabië. De wedstrijd eindigde op 3-1. Silvio Proto bleef bij Lazio als tweede doelman op de bank.
Op 31 januari 2021 liet Proto zijn contract in onderling overleg ontbinden bij de Romeinen. Hij was na een armblessure dit seizoen gedegradeerd tot een rol als derde of zelfs vierde keeper. Zijn laatste wedstrijd dateert er van medio januari 2020, een bekerduel tegen Cremonese. De ex-doelman van La Louvière, Germinal Beerschot, Anderlecht (waarmee hij zes titels, twee bekers en zeven Supercups won), KV Oostende en Olympiakos, speelde uiteindelijk negen keer voor Lazio. Hij had nog een overeenkomst tot het einde van het seizoen. Op 5 februari 2021 kondigde Proto op Instagram zijn definitief afscheid aan.

## Clubstatistieken
| Seizoen | Club                 | Competitie    | Competitie | Competitie | Beker | Beker | Supercup | Supercup | Europees | Europees | Totaal | Totaal |
| Seizoen | Club                 | Competitie    | Wed.       | Dlp.-      | Wed.  | Dlp.  | Wed.     | Dlp.     | Wed.     | Dlp.     | Wed.   | Dlp.   |
| ------- | -------------------- | ------------- | ---------- | ---------- | ----- | ----- | -------- | -------- | -------- | -------- | ------ | ------ |
| 2000/01 | La Louvière          | Eerste klasse | 0          | 0          | 0     | 0     | —        | —        | —        | —        | 0      | 0      |
| 2001/02 | La Louvière          | Eerste klasse | 28         | 0          | 3     | 0     | —        | —        | —        | —        | 31     | 0      |
| 2002/03 | La Louvière          | Eerste klasse | 21         | 0          | 4     | 0     | —        | —        | —        | —        | 25     | 0      |
| 2003/04 | La Louvière          | Eerste klasse | 34         | 0          | 4     | 0     | 1        | 0        | 2        | 0        | 41     | 0      |
| 2004/05 | La Louvière          | Eerste klasse | 31         | 0          | 4     | 0     | —        | —        | —        | —        | 35     | 0      |
| 2005/06 | RSC Anderlecht       | Eerste klasse | 27         | 0          | 0     | 0     | —        | —        | 4        | 0        | 31     | 0      |
| 2006/07 | RSC Anderlecht       | Eerste klasse | 2          | 0          | 0     | 0     | 0        | 0        | 0        | 0        | 2      | 0      |
| 2007/08 | RSC Anderlecht       | Eerste klasse | 0          | 0          | 6     | 0     | 0        | 0        | 0        | 0        | 6      | 0      |
| 2008/09 | RSC Anderlecht       | Eerste klasse | 0          | 0          | 0     | 0     | 1        | 0        | 0        | 0        | 1      | 0      |
| 2008/09 | → Germinal Beerschot | Eerste klasse | 29         | 1          | 1     | 0     | —        | —        | —        | —        | 30     | 1      |
| 2009/10 | RSC Anderlecht       | Eerste klasse | 35         | 0          | 1     | 0     | —        | —        | 13       | 0        | 49     | 0      |
| 2010/11 | RSC Anderlecht       | Eerste klasse | 37         | 0          | 0     | 0     | 0        | 0        | 12       | 0        | 49     | 0      |
| 2011/12 | RSC Anderlecht       | Eerste klasse | 38         | 0          | 0     | 0     | —        | —        | 10       | 0        | 48     | 0      |
| 2012/13 | RSC Anderlecht       | Eerste klasse | 39         | 0          | 2     | 0     | 1        | 0        | 10       | 0        | 52     | 0      |
| 2013/14 | RSC Anderlecht       | Eerste klasse | 31         | 0          | 0     | 0     | 1        | 0        | 3        | 0        | 35     | 0      |
| 2014/15 | RSC Anderlecht       | Eerste klasse | 36         | 0          | 4     | 0     | 0        | 0        | 7        | 0        | 47     | 0      |
| 2015/16 | RSC Anderlecht       | Eerste klasse | 40         | 0          | 0     | 0     | —        | —        | 10       | 0        | 50     | 0      |
| 2016/17 | KV Oostende          | Eerste klasse | 21         | 0          | 1     | 0     | —        | —        | 0        | 0        | 15     | 0      |
| 2017/18 | KV Oostende          | Eerste klasse | 5          | 0          | 0     | 0     | —        | —        | 2        | 0        | 7      | 0      |
| 2017/18 | Olympiakos Piraeus   | Super League  | 22         | 0          | 3     | 0     | 0        | 0        | 7        | 0        | 32     | 0      |
| 2018/19 | Lazio Roma           | Serie A       | 2          | 0          | 0     | 0     | —        | —        | 4        | 0        | 6      | 0      |
| 2019/20 | Lazio Roma           | Serie A       | 0          | 0          | 0     | 0     | —        | —        | 2        | 0        | 2      | 0      |
| TOTAAL  | TOTAAL               | TOTAAL        | 471        | 1          | 33    | 0     | 4        | 0        | 86       | 0        | 594    | 1      |

## Interlandcarrière
Proto speelde zich in 2004 in de kijker bij La Louvière en werd onder bonscoach Aimé Anthuenis voor het eerst geselecteerd voor de Rode Duivels. Op 17 november 2004 maakte Proto tegen Servië en Montenegro zijn debuut voor de nationale ploeg. Hij volgde Geert De Vlieger op als nummer 1.
Toen Antheunis in 2006 werd vervangen door René Vandereycken speelde Proto zijn plaats kwijt. De doelman van Anderlecht zag hoe Vandereycken de voorkeur gaf aan Stijn Stijnen. De Limburger werd de nieuwe nummer 1 en Proto verdween, mede doordat hij bij Anderlecht zijn plaats aan Zitka kwijtspeelde, bij de Rode Duivels uit beeld. Pas in februari 2011 speelde hij nog eens een interland. Toenmalig bondscoach Georges Leekens plaatste hem toen in doel in een vriendschappelijk duel tegen Finland. Nadien maakte hij plaats voor Simon Mignolet.
Proto werd door Marc Wilmots opgeroepen als vervanger van de geblesseerde Koen Casteels voor het WK 2014 in Brazilië. Maar moest op het laatste moment passen , hij kreeg een trap van Nill De Pauw te incasseren en brak hierbij zijn arm. Zijn vervanger werd Sammy Bossut.
| Interlands van Silvio Proto    | Interlands van Silvio Proto    | Interlands van Silvio Proto    | Interlands van Silvio Proto    | Interlands van Silvio Proto                    | Interlands van Silvio Proto    | Interlands van Silvio Proto    |
| Nr.                            | Datum                          | Wedstrijd                      | Uitslag                        | Soort wedstrijd                                | Doelpunten                     |                                |
| Als speler bij RAA Louviéroise | Als speler bij RAA Louviéroise | Als speler bij RAA Louviéroise | Als speler bij RAA Louviéroise | Als speler bij RAA Louviéroise                 | Als speler bij RAA Louviéroise | Als speler bij RAA Louviéroise |
| ------------------------------ | ------------------------------ | ------------------------------ | ------------------------------ | ---------------------------------------------- | ------------------------------ | ------------------------------ |
| 1.                             | 17 november 2004               | België – Servië en Montenegro  | 0 – 2                          | Kwalificatie WK 2006                           | 0                              |                                |
| 2.                             | 9 februari 2005                | Egypte – België                | 4 – 0                          | Vriendschappelijk                              | 0                              |                                |
| 3.                             | 26 maart 2005                  | België – Bosnië en Herzegovina | 4 – 1                          | Kwalificatie WK 2006                           | 0                              |                                |
| 4.                             | 30 maart 2005                  | San Marino – België            | 1 – 2                          | Kwalificatie WK 2006                           | 0                              |                                |
| 5.                             | 4 juni 2005                    | Servië en Montenegro – België  | 0 – 0                          | Kwalificatie WK 2006                           | 0                              |                                |
| Als speler bij RSC Anderlecht  |                                |                                |                                |                                                |                                |                                |
| 6.                             | 17 augustus 2005               | België – Griekenland           | 2 – 0                          | Vriendschappelijk                              | 0                              |                                |
| 7.                             | 3 september 2005               | Bosnië en Herzegovina – België | 1 – 0                          | Kwalificatie WK 2006                           | 0                              |                                |
| 8.                             | 7 september 2005               | België – San Marino            | 8 – 0                          | Kwalificatie WK 2006                           | 0                              |                                |
| 9.                             | 8 oktober 2005                 | België – Spanje                | 0 – 2                          | Kwalificatie WK 2006                           | 0                              |                                |
| 10.                            | 12 oktober 2005                | Litouwen – België              | 1 – 1                          | Kwalificatie WK 2006                           | 0                              |                                |
| 11.                            | 1 maart 2006                   | Luxemburg – België             | 0 – 2                          | Vriendschappelijk                              | 0                              |                                |
| Als speler bij K. Beerschot AC |                                |                                |                                |                                                |                                |                                |
| 12.                            | 19 november 2008               | Luxemburg – België             | 1 – 1                          | 100-jarig bestaan Luxemburgse voetbalfederatie | 0                              |                                |
| Als speler bij RSC Anderlecht  |                                |                                |                                |                                                |                                |                                |
| 13.                            | 9 februari 2011                | België – Finland               | 1 – 1                          | Vriendschappelijk                              | 0                              |                                |

Bijgewerkt t/m 9 februari 2011

## Erelijst
| Nationaal                     |    |                                    |
| Belgisch kampioen             | 6x | 2006, 2007, 2010, 2012, 2013, 2014 |
| Beker van België              | 2x | 2003, 2008                         |
| Belgische Supercup            | 6x | 2006, 2007, 2010, 2012, 2013, 2014 |
| Coppa Italia                  | 1x | 2019                               |
| Supercoppa                    | 1x | 2019                               |
| Individueel                   |    |                                    |
| Keeper van het Jaar           | 3x | 2005, 2012, 2013                   |
| Mooiste doelpunt van het jaar | 1x | 2008                               |

## Privé
Proto is getrouwd en heeft drie kinderen.